# 中东历史

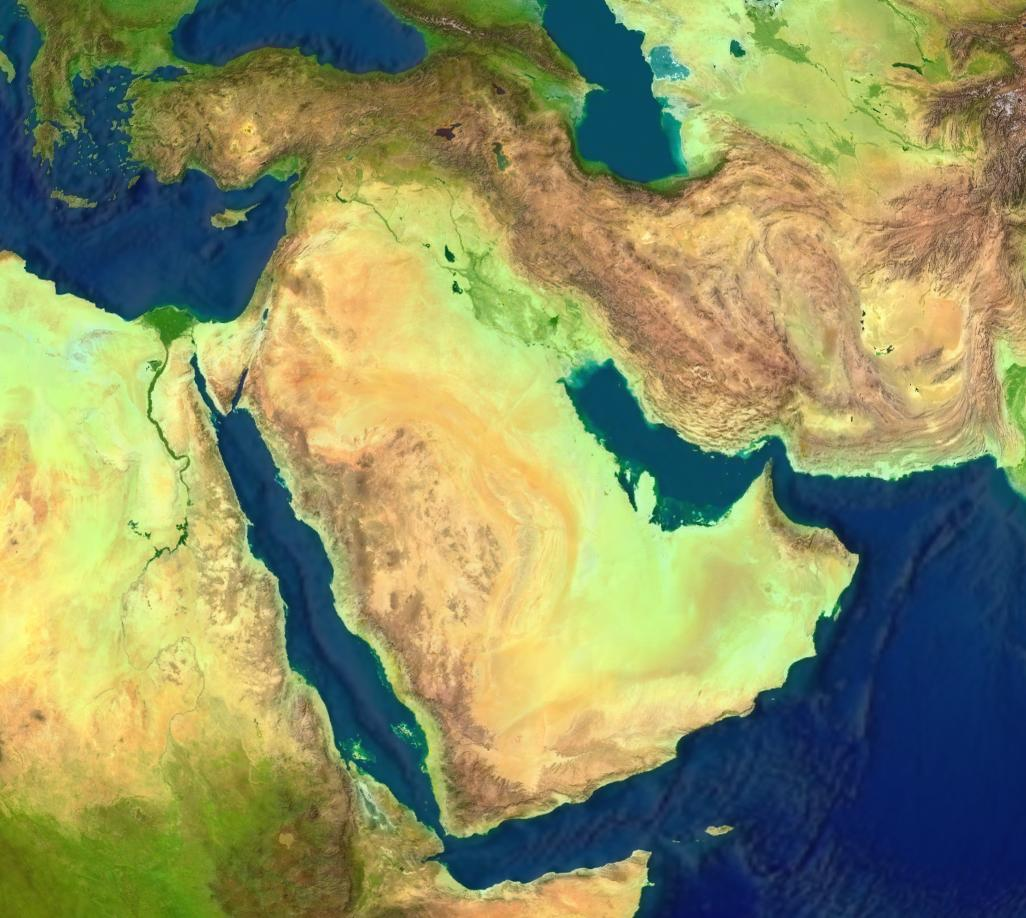
一幅中东地区的地图。

中东历史叙述了今西亚地区的历史。主要包括美索不达米亚、黎凡特、阿拉伯半岛、小亚细亚和伊朗高原的历史。中东是人类历史的摇篮，她见证了几大古老的文明。

## 古代近东
古代近東是最早實行密集的全年農業和通貨貿易（而非以物易物）的地區，為世界留下了最早的書寫系統，發明了陶輪、車輛和磨輪，創造了第一個集中的政府和法典。作為第一批城邦國家的出生地，具有高度的分工，並為天文學和數學領域奠定了基礎。當時的帝國也引入了嚴格的社會階層、奴隸制度和有組織的戰爭。

### 文明搖籃，苏美尔和阿卡德

苏美尔地圖

在大约公元前3500年前，最早的文明苏美尔文明诞生在今中东的美索不达米亚（伊拉克），獲公認為文明搖籃之一。苏美尔人和阿卡德人（後來稱為巴比倫尼亞人和亞述人）都在此蓬勃发展。
在公元前四千年的過程中，苏美尔城邦在美索不達米亞南部發展起來，由代表城市守護神的寺廟主導，其祭司是守護神的代表。苏美尔將語言賦予該地區，可能是世界上第一種書寫語言，並成為人類第一個偉大文明。大概前2340年左右，薩爾貢大帝（約公元前2360年-前2305年）統一南部城邦並建立了阿卡德帝國 - 世界上第一個帝國。
同時，薩爾貢大帝任命他的女兒安海度亞娜在烏爾擔任女神伊南娜的高級女祭司。她的著作使她成為世界歷史上第一位知名作家，亦有助於鞏固薩爾貢在該地區的地位。

### 埃及
蘇美爾文明開始後不久，下埃及和上埃及的尼羅河谷在公元前3150年左右統一在法老美尼斯統治下。 從那以後，古埃及經歷了3個文明的高點，即所謂的“王國”時期：
- 古王國時期（前2686年–前2181年）
- 中王國時期（前2055年–前1650年）
- 新王國時期（前1550年–前1069年）

古埃及的歷史在晚期（公元前664-332）走向結束，緊接著古典時代的埃及就是托勒密王朝。

### 黎凡特和安納托利亞
此後，文明很快地從新月沃土蔓延到地中海東岸和整個黎凡特，以及古代安納托利亞。古代的黎凡特國家包括埃勃拉、烏加里特、亞蘭大馬士革、以色列、猶大、亞捫、摩押、以東和納巴泰。腓尼基文明的多個城邦建立了一個海上貿易帝國，在地中海盆地創立了各個殖民地，當中以前814年建立的迦太基最為著名。
在美索不達米亞城邦長期的內鬥之中，埃及和安那托利亞人建立的赫梯帝國開始爭奪中東，並引發埃及-赫梯戰爭，其中卡疊石戰役更是世界歷史上最大規模的車戰。
腓尼基人最大的遺產是他們的字母，演化出世界上多數國家的字母系統，而以色列人最大的遺產是一神論宗教，現時世界上最主要的一神論信仰都可追溯到猶太教。

### 舊亞述和新亞述帝國
美索不達米亞的幾個強國幾乎統治了整個中東地區，其中有前1365年 - 前1076年的亞述國家和前911年 - 前605年的新亞述帝國。亞述帝國在鼎盛時期，是當時世界上有史以來最大的帝國。它統治了現在伊拉克、敘利亞、黎巴嫩、以色列、巴勒斯坦、科威特、約旦、埃及、塞浦路斯和巴林全境 - 以及大片伊朗、土耳其、亞美尼亞、格魯吉亞、蘇丹和阿拉伯。亞述帝國，尤其是新亞述帝國，對近東有著深遠而持久的影響。在亞述霸權結束之前，亞述人將最強大的文明帶到了當時已知的世界。從裹海到塞浦路斯，從安納托利亞到埃及，亞述帝國的擴張將遊牧和野蠻社區帶入亞述領域，並向他們賦予文明的禮物。

### 新巴比倫帝國和波斯帝國
前612年亞述被新巴比倫帝國和伊朗人建立的米底王國瓜分。此後他們的繼承者，被稱為波斯第一帝國的阿契美尼德帝國征服了兩國和埃及，成為中東的霸主。公元前4世紀末，阿契美尼德帝國被亞歷山大大帝短暫的馬其頓帝國征服，又被其繼業者國家如托勒密埃及和西亞的塞琉古帝國瓜分。
經過一個世紀的中斷，公元前3世紀安息人重拾波斯帝國的概念，並由他們的繼承者，即公元3世紀的薩珊王朝延續。這個帝國占據了現在中東亞洲部分的相當大部分，並繼續影響其他亞洲和非洲中東的地區直到公元7世紀中期伊斯蘭對波斯的征服。在前1世紀至7世紀初期間，中東地區完全由羅馬人，安息人和薩珊人主導，七個世紀以來經常牽起多場羅馬－波斯戰爭。東方基督教教會在波斯統治的美索不達米亞，特別是從公元1世紀開始在亞述站穩陣腳，讓該地區成為敘利亞 - 亞述文學傳統的中心。

### 希臘和羅馬帝國

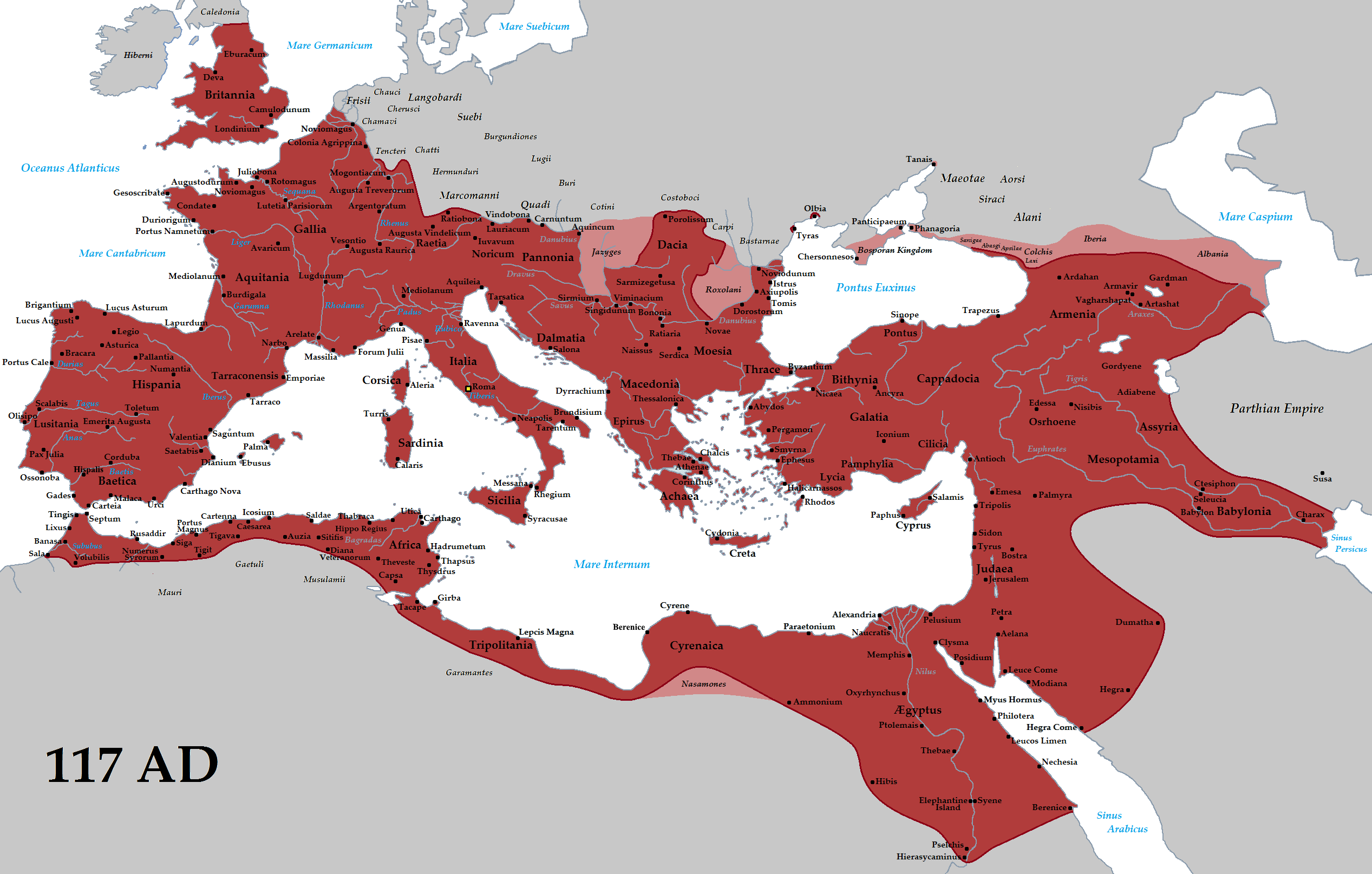
公元117年圖拉真治下疆土達到極盛的罗马帝国

前66年 - 前63年，羅馬共和國將軍龐培擊敗殘存在敘利亞的塞琉古帝國，結束了最後一個希臘化帝國並征服了中東大部分地區。羅馬帝國把歐洲和非洲的多數地區統一於同一政府和經濟體系之下。即使不是羅馬帝國的一部分，都受到羅馬的龐大影響，因羅馬是當代最強大的政治和文化實體之一。雖然羅馬文化遍及當地，但是由馬其頓帝國留下的希臘文化在羅馬時代還保持著強勢。中東城市，尤其是亞歷山卓，成為帝國的主要城市中心，而當地亦成為了帝國的「糧倉」。埃及行省是帝國最富裕的省份。
當基督教在羅馬帝國和波斯帝國蔓延，它在中東立下據點，亞歷山卓和敘利亞埃德薩成為基督教學者的中心。到了5世紀，基督教是中東的主流宗教，而其他宗教（逐漸包括基督教的異端）受到積極的壓制。隨著帝國分裂為東西方，中東與羅馬城的關係逐漸切斷，並與新的帝國東部首都君士坦丁堡逐漸親近。因此，隨後西羅馬帝國的陷落對當地的直接影響微乎其微。

#### 拜占庭帝國（東羅馬帝國）
東羅馬帝國，亦即是俗稱的拜占庭帝國，統治著從巴爾幹到幼發拉底河的土地，日漸被基督教所界定和教條化，引起了政府建制派和中東信徒在教義釋義之間的宗教分歧。當時，希臘語已成為該地區的“通用語”，儘管敘利亞語和希伯來語等繼續存在。在拜占庭/希臘統治下，黎凡特地區經歷了一個繁榮安定的時代。

#### 中世纪早期
在公元5世紀，中東被分裂成各個弱小的國家；主宰當地的兩個大國是控制今伊朗和伊拉克的波斯薩珊帝國，以及控制安納托利亞（今土耳其）的拜占庭帝國。兩國在五百年以來處於敵對關係，甚至兩者的敵對亦顯於文化方面。拜占庭帝國代表了希臘羅馬文化（唯獨多神教已在380年被基督教取代）和基督教文化，而薩珊波斯代表了傳統波斯文化、祆教文化。

亞美尼亞被瓜分後的384年羅馬-波斯邊界地圖。該邊界在整個5世紀保持著穩定。

阿拉伯地區亦無可幸免地捲入兩國的鬥爭中。拜占庭支持的非洲之角國家阿克蘇姆帝國與波斯支持的也門國家希木叶尔為了爭奪紅海貿易路線在525年爆發戰爭。拜占庭和波斯為了爭奪上美索不達米亞、亞美尼亞以及與阿拉伯，印度和中國貿易的重要城市，經常開戰。作為羅馬帝國的延續，拜占庭帝國繼續控制著中東的羅馬領土。自527年起，這包括了小亞細亞、敘利亞、黎巴嫩、巴勒斯坦和埃及。603年，薩珊帝國侵占了大馬士革和埃及。希拉克略擊退了波斯人，並在628年替其換了一個溫順的君主。不過戰爭削弱了兩國，使中東舞台向新的勢力開放ㄧ阿拉伯帝國。
游牧民族貝都因人以部落形式主導著阿拉伯沙漠，他們崇拜著偶像，並以親緣關係維繫小型的部落。阿拉伯的城市化和農業有限，只有部分沿岸地區。麥加和麥地那是當時兩個重要的貿易樞紐，借助歐亞地區和非洲的貿易。城市生活的核心就是商業活動，大多數居民都是商人。儘管如此，一些阿拉伯人都向北遷入新月沃土，因當地在提供肥沃土地的底格里斯河和幼發拉底河之間而得名。這包括整個部落國家，例如在波斯鬆散統治地區的拉赫姆，以及在拜占庭類似區域的伽珊尼德。這些阿拉伯國家出奇地提供了中東罕見的，相對安穩的地區，並讓阿拉伯人進一步與世界接軌。拉赫姆首都希拉赫是基督教的中心，猶太工匠、商人和農民在阿拉伯西部很常見，阿拉伯中部的基督教僧侶也是如此。

### 伊斯蘭帝國

哈里發時代
穆罕默德的擴張，622–632年
正統哈里發的擴張，632–661年
倭馬亞王朝的擴張，661–750年

7世纪，随着拜占庭帝国和波斯萨珊帝国之间的長期戰爭使兩國衰弱。一个新兴的力量:信仰伊斯兰教的阿拉伯帝国出現在中東。經過一系列快速的穆斯林征服，由哈里發和哈立德·伊本·瓦利德等技術嫻熟的軍事指揮官所領導的阿拉伯軍隊，橫掃了中東大部分地區，奪走了拜占庭領土的一半以上並完全征服了波斯。在安納托利亞，他們的攻擊在717-718的君士坦丁堡围攻战中被拜占庭軍隊和其保加利亞援兵攔住了。
阿拉伯人攻下了拜占庭的敘利亞、北非、西西里島等省份。到了西方，他們渡海征服了西哥特王國直到在今日法國南部被法蘭克人在圖爾戰役截著。在版圖鼎盛之時，阿拉伯帝國首次統治整個中東，兼地中海地區的四分之三，僅次於完全統治地中海的羅馬帝國。中世紀的阿拉伯人哈里發國首次把全中東地區統一，並形成至今仍存的主體民族身份。之後的突厥人塞爾柱帝國亦會雄霸中東。
北非的大部分地區成為哈里發國的邊陲地區，相對於中東的中心地區。然而，安達魯斯和摩洛哥脫離了哈里發國的遙距統治後卻發展出與巴格達相當的先進社會。831年至1071年間，西西里埃米爾國是地中海伊斯蘭文化的主要中心之一。在諾曼人征服之後，該島發展了自己獨特的文化，融合了阿拉伯，西方和拜占庭的影響。 巴勒莫在中世紀裏持續是地中海的主要藝術和商業中心。
非洲正在復興，然而因為在12世紀的文藝復興後的中世紀後期開始形成更有組織和更集中的國家。在宗教和征服的激勵下，歐洲國王發起了一系列十字軍東征，試圖摧毀穆斯林勢力並奪回聖地。十字軍東征並沒有成功，但在削弱已經蹣跚的拜占庭帝國這方面更有效。他們還改變了伊斯蘭世界的權力平衡，因為埃及再次成為一個大國。

### 伊斯蘭文化和科學

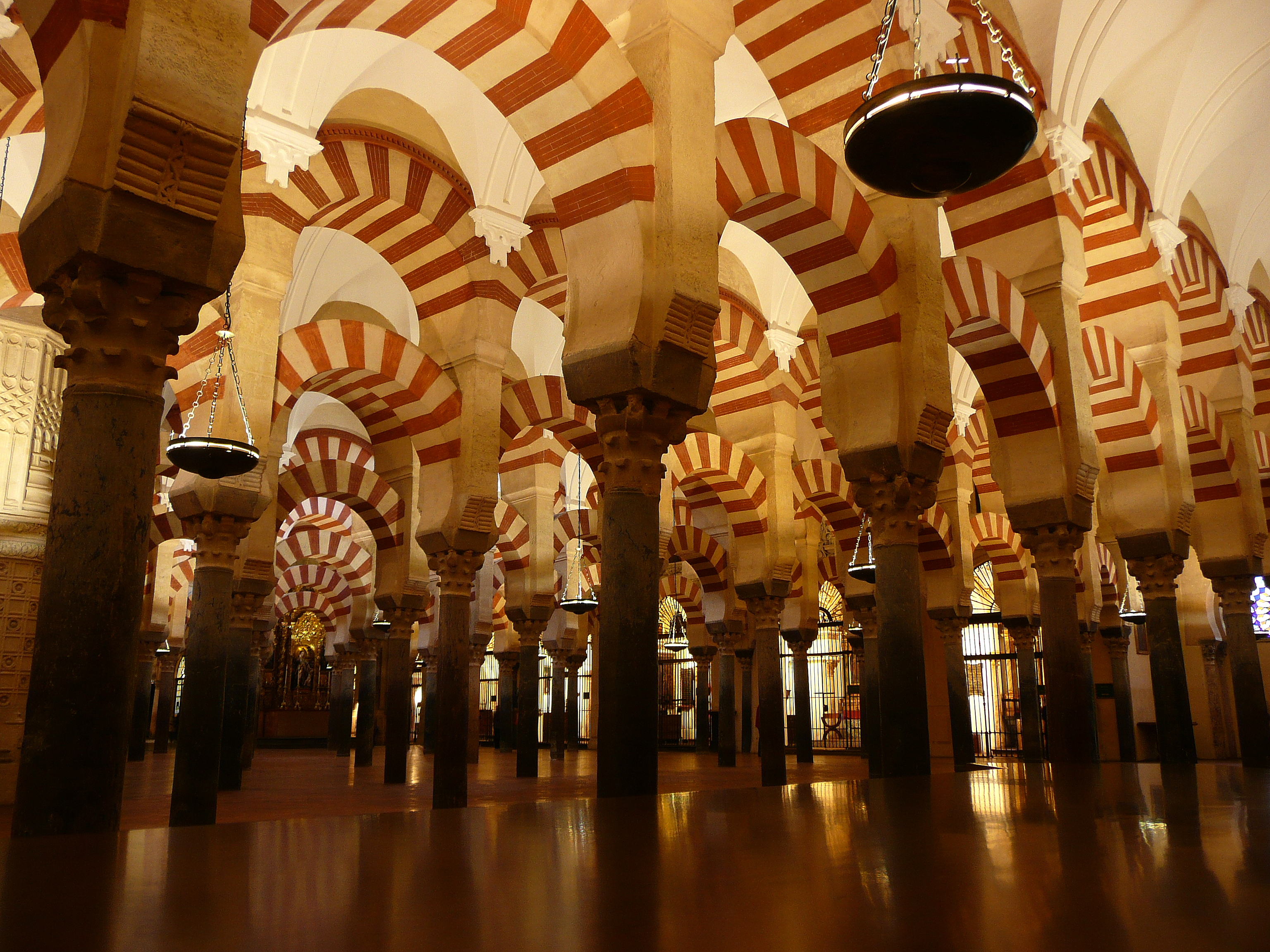
前科爾多瓦清真寺的內部，顯示其獨特的拱門。

宗教在中東佔了很重要的地位，影響了教育、建築和文化交流。當穆罕默德創立伊斯蘭教時，它開動了中東文化，激發了建築成就，古代科學和科技成就的復興，和形成一種獨特的生活模式。伊斯蘭教主要由五功組成，包括證信、禮拜、齋戒、天課和朝覲。伊斯蘭教還創造了對壯觀清真寺的建築需求，這創造了一種獨特的建築形式。一些更宏偉的清真寺包括阿克薩清真寺和前科爾多瓦清真寺。伊斯蘭教統一了中東並為帝國帶來穩定。傳教士和戰士將宗教從阿拉伯傳播到北非和蘇丹非洲，南亞和東南亞以及美索不達米亞地區。這創造了各種文化的交融，特別是在非洲和馬瓦里人口。雖然馬瓦里在倭馬亞王朝受到歧視，但在阿拔斯王朝卻得到廣泛包容，因為這有助外地人大規模盼依。“圣书之民”或迪米通常都會得到禮待，他們包括基督徒、猶太人、印度教徒和祆教徒。然而，十字軍東征使伊斯蘭帝國出現了新想法，覺得非伊斯蘭的思想是不道德或低劣的。這想法主要是由烏理瑪（علماء）學者實施的。
阿拉伯文化在阿拔斯王朝的早期起飛，儘管有普遍的政治問題。穆斯林保留和傳播了希臘在醫學、代數、幾何學、天文學、解剖學和倫理學的成就，並在後來重新傳入西歐。以這種方式，亞里士多德、蓋倫、希波克拉底、托勒密和歐幾里德的作品得以保存並傳遍整個帝國（並最終傳回歐洲）。穆斯林學者亦在出征南亞時發現了印度-阿拉伯數字系統。這一數字系統在穆斯林貿易和政治機構中使用，使其最終在全世界普及。而這數字系統亦有助歐洲的科學革命。穆斯林學者在阿拔斯王朝時期成為了化學、光學和地圖學的專家。在藝術方面，阿拔斯王朝的建築在倭馬亞王朝的基礎上拓展，擁有更大，更奢華的清真寺。波斯文學以道德價值觀為基礎得到發展。天文學被強調到藝術當中。這些知識大部分都會傳入西方。尤其在十字軍東征的時候，戰士會帶走穆斯林的寶藏，武器和醫療方法。

### 突厥人、十字軍和蒙古人
阿拉伯人的霸權在11世紀突然停止，來自中亞的塞爾柱突厥人進入了中東。他們征服了伊朗、伊拉克（1055年攻下巴格達）、敘利亞、巴勒斯坦和漢志地區。埃及在法蒂瑪王朝的哈里發統治下得以保存，直到1169年亦落入突厥人之手。
雖然在7世紀喪失了大量地盤，基督教勢力的拜占庭帝國依然是地中海有力的軍事和經濟強國，阻止了阿拉伯人擴張入歐洲大部。塞爾柱人在11世紀於曼齐刻尔特战役打敗了拜占庭軍隊，並遷入了安納托利亞，正式表示拜占庭勢力的結束。塞爾柱人在隨後二百年統治了中東大部分地區，但他們的帝國之後分裂成一系列小型蘇丹國。
自7世紀的低潮以來，基督教西歐在11世紀有了顯著的經濟和人口復蘇。中東的分裂允許了聯合軍隊，主要來自英格蘭、法國和新興的神聖羅馬帝國，去進入當地。1095年，教宗烏爾巴諾二世回應了萎靡不振的拜占庭帝國的請求，並召集歐洲貴族去重奪基督教的聖地。1099年，第一次十字軍東征的戰士奪得耶路撒冷，並建立耶路撒冷王國，直到1187年薩拉丁重奪這座城市。較小的十字軍領地則倖存至1291年。

#### 蒙古統治
1258年對巴格達的征服和哈里發的死亡標誌著阿拔斯王朝的滅亡，並被蒙古帝國吞併，除了埃及馬木留克王朝和阿拉伯的大部分。1259年蒙古大汗蒙哥死後，旭烈兀的任何進一步擴張都停止了，要返回首都哈拉和林選出新可汗。他的缺席導致了1260年阿音札鲁特战役蒙古人首次敗仗（敗給了馬木留克王朝）。問題出現了，蒙古人逐漸無法就可汗人選達成共識，加上希望保留游牧文化的傳統主義者與走向定居農業的蒙古人之間發生了社會矛盾。結果1260年蒙古帝國走向分裂。旭烈兀將他的中東領土劃分為獨立的伊兒汗國，包括了亞美尼亞、安納托利亞、阿塞拜疆、美索不達米亞和伊朗的大部分地區。
蒙古人最終在1335年撤退，但隨之而來，喪失國家的塞爾柱突厥人為整個帝國帶來了混亂。1401年，當地進一步受到突厥 - 蒙古混血帖木兒及其凶猛侵略的困擾。在當時，另一支突厥人亦崛起了 - 奧斯曼人。他們以安納托利亞為基地，到1566年他們征服伊拉克-伊朗地區、巴爾幹半島、希臘、拜占庭、埃及大部分、北非大部分以及阿拉伯半島部分地區，統一於奧斯曼帝國的旗幟下。奧斯曼蘇丹的統治標誌著中東地區中世紀（後古典）時代的結束。

## 近世近东

### 奧斯曼帝國 (1299年–1918年)

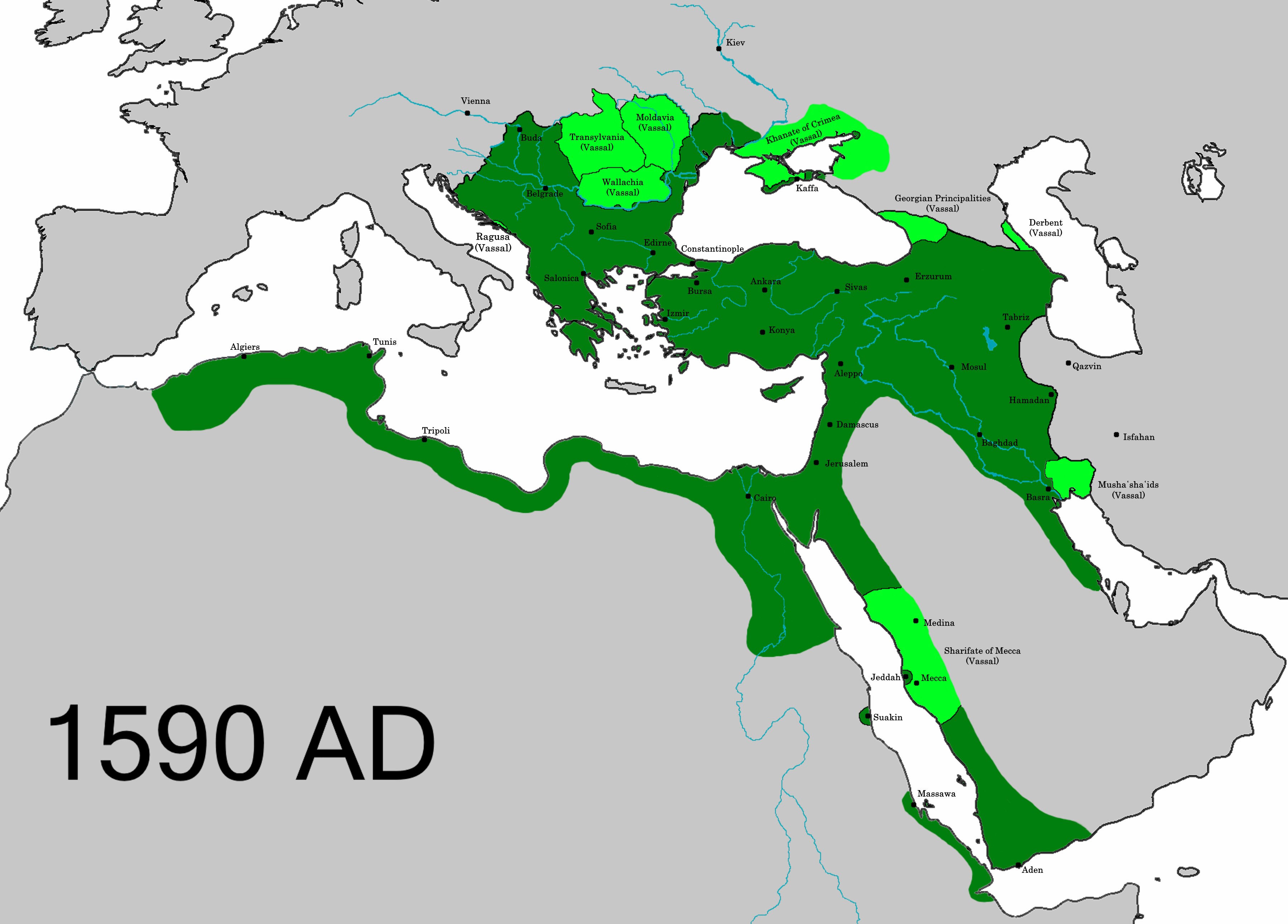
奧斯曼帝國在中東地區的極盛版圖。

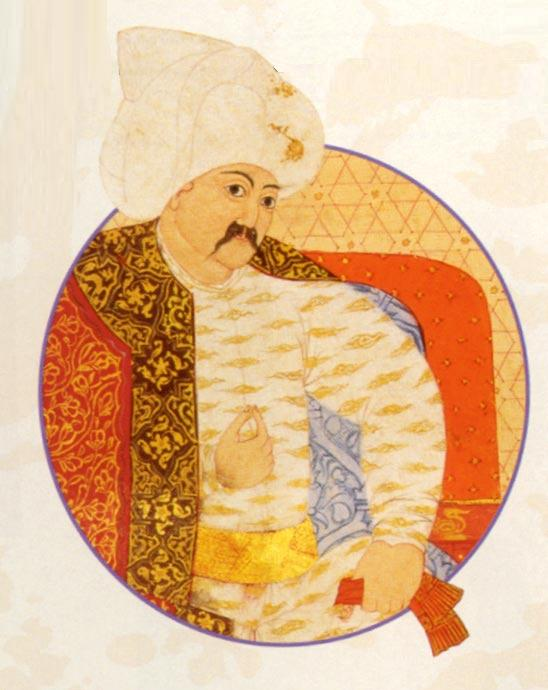
塞利姆一世，奧斯曼蘇丹，中東征服者

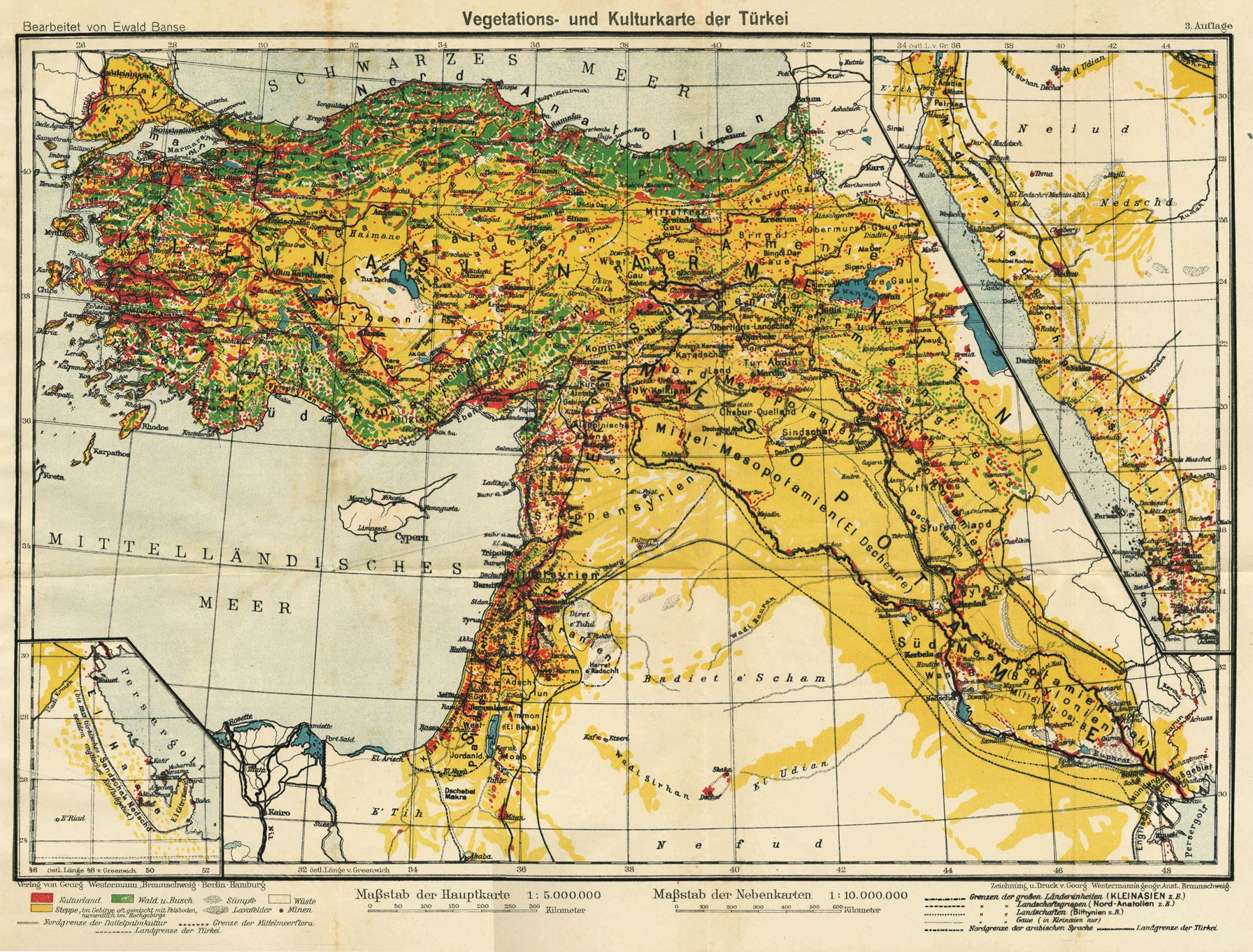
中東地圖，1916年

到了15世紀初，安納托利亞西部出現了一種新的力量，奧斯曼帝國。奧斯曼可汗於1453年佔領基督教拜占庭首都君士坦丁堡並自立為蘇丹。馬木留克王朝將奧斯曼人維持出中東一個世紀，但在1514年塞利姆一世開始了系統性的中東擴張。敘利亞在1516年被佔領，埃及則在1517年，毀滅了馬木留克王朝的防線。幾乎在40年後從白羊王朝的接班人，伊朗薩非王朝手上征服了伊拉克。
繼10世紀的阿拔斯王朝之後，奧斯曼帝國再次統一了整個中東地區，維持了400年，中間亦受到伊朗薩非王朝和阿夫沙爾王朝的挑戰。當時奧斯曼帝國亦控制了希臘、巴爾幹半島和匈牙利大部分，在東方和遠至多瑙河北部的西方之間建立新的邊界。
在西方，歐洲文明在人口上、經濟上和文化上不斷擴張。到了1700年，奧斯曼帝國已被踢出匈牙利。雖然奧斯曼歐洲部分地區例如阿爾巴尼亞和波斯尼亞，已經有大規模改信伊斯蘭教的人口，但是未能在文化上把他們同化。從1768年 到1918年，奧斯曼帝國不斷喪失土地。到了19世紀，歐洲文明已經在財富上、人口上和最重要的科技上超越了伊斯蘭世界。工業革命助長了經濟高速增長，為資本主義的發展奠定了基礎。在19世紀，希臘、塞爾維亞、羅馬尼亞和保加利亞宣佈獨立，奧斯曼帝國淪為“歐洲病夫”，越來越受歐洲列強的財政控制。壟斷很快就變成了徹底的征服：1830年法國吞併了阿爾及利亞，1878年吞併了突尼西亞，1882年英國占領了埃及，儘管它名義上仍然處於奧斯曼帝國主權之下。在1912年至1913年的巴爾幹戰爭中，奧斯曼帝國被徹底驅逐出歐洲，除了君士坦丁堡及其腹地之外。
英國也建立了對波斯灣的有效控制，而法國亦將其影響擴大到黎巴嫩和敘利亞。1912年，意大利人佔領了利比亞和奧斯曼核心安納托利亞附近的多德卡尼斯群島。奧斯曼帝國轉向德國以求免受西方列強的侵害，但結果卻加劇了對德國的金融和軍事依賴。

#### 奧斯曼改革的嘗試
在19世紀末和20世紀初，中東統治者試圖使他們的國家現代化，以便與歐洲更有效地競爭。在奧斯曼帝國，坦志麦特改革重新激活了奧斯曼統治，並在19世紀後期由新奧斯曼人進一步推動，進入帝國的第一次立憲時期，其中包括1876年憲法的編寫和奧斯曼議會的建立。1906年波斯革命的發起人都試圖將西方憲政、民法、世俗教育和工業發展的模式引入他們的國家。在整個地區，鐵路和電報線獲得了建造，學校和大學獲得了開放，一批新的軍官、律師、教師和行政官員出現了，挑戰了伊斯蘭學者的傳統領導地位。
但是第一次立憲時期很快就結束了。專制的蘇丹阿卜杜勒-哈米德二世廢除了議會和憲法，並支持了獨裁統治。阿卜杜勒-哈米德在之後30年以政令進行統治，激起了人民的不滿。被稱為青年土耳其党人的改革運動在19世紀90年代出現，反對他的統治，其中包括對少數民族的屠殺。青年土耳其党人在1908年青年土耳其人革命中奪取政權並開始第二次立憲時期，使帝國在1908年首次舉行多元和多黨選舉。青年土耳其党分裂為兩個政黨，親德和支持集權的聯合進步委員會以及親英和支持權力下放的自由协和党。前者由一群雄心勃勃的軍官伊斯麥爾·恩維爾酋長（後來的帕夏）和艾哈邁德·傑馬爾帕夏，還有激進的律師穆罕默德·塔拉特酋長（後來的帕夏）領導。經過兩黨的權力鬥爭，聯合進步委員會勝出並建立軍政府統治，塔拉特帕夏成為首相（大維齊爾），而恩维尔帕夏成為國防部長，並在整個帝國建立了德國資助的現代化計劃。
恩维尔帕夏與德國結盟，他認為德國是歐洲最先進的軍事力量。原先奥斯曼帝国和英國結盟來制衡俄羅斯，但由於英國要求奧斯曼帝國在第一次巴爾幹戰爭戰敗後將其正式首都埃迪爾內（阿德里安堡）交給保加利亞，土耳其人視之為英國的背叛。這斷送了土耳其人對英國的支持，因親英的自由协和党現在因為，用恩維爾的話來說，「無恥地賣國給敵人（英國）」，同意放棄埃迪爾內的要求，而在親德聯合進步委員會的壓制之下。

### 阿拉伯半島
在18世紀，穆罕默德·伊本·阿布多·瓦哈比領導了伊斯蘭信仰的復興運動，後來演變為19世紀的伊斯蘭原教旨主義教派 - 瓦哈比派。瓦哈比派與沙特家族一起合作，促成沙特阿拉伯的建國。早期奧斯曼帝國還有效地壓制沙特家族的勢力，消滅了第一沙特王國，但奧斯曼帝國自身的喪落，以及沙特王國與英國等歐洲國家的結盟，無可避免地削弱了土耳其人在阿拉伯的影響力。

## 现代中东

### 奥斯曼帝國末年

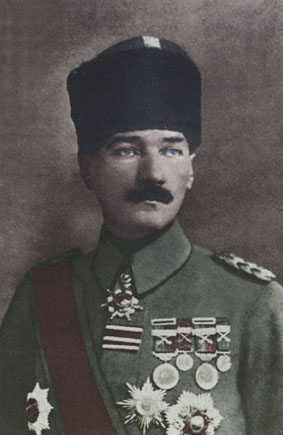
穆斯塔法·凯末尔·阿塔图尔克，奥斯曼將軍和現代土耳其的國父

1878年，作为塞浦路斯条约的结果，英国从奥斯曼土耳其手中取得塞浦路斯。雖然塞浦路斯人最初歡迎英國統治，希望他們逐步得到繁榮，民主和民族解放，但他們很快就幻想破滅了。英國征收重稅以支付他們獲得塞浦路斯而對奥斯曼帝國作出的賠償金。而且，當地人沒有權利參與地區的政務，因為權力都集中在英國委任的高級專員和倫敦政府裡。
與此同時，奥斯曼帝國的戰敗和盟軍對安納托利亞的瓜分引起了土耳其人的反抗。在土耳其國民運動領袖穆斯塔法·凯末尔·阿塔图尔克的帶領下，土耳其人在土耳其獨立戰爭打敗了入侵的列強，於1923年建立現代的土耳其共和國。作為開國元首，阿塔图尔克開始現代化和世俗化進程。他廢除了哈里發國，解放了婦女，強制推行了西方服飾以及使用了基於拉丁字母的新土耳其语字母來代替阿拉伯字母，並廢除了伊斯蘭法院的司法權。實際上，放棄了對阿拉伯世界的統治後，土耳其現在決心脫離中東，文化上成為歐洲的一部分。
另一個轉折點發生於石油被發現時，首先是在伊朗（1908年），後來在沙特阿拉伯（1938年），以及其他波斯灣國家，利比亞和阿爾及利亞。事實證明，中東擁有世界上最易提取的原油儲備，20世紀最重要的商品。當西方石油公司抽出並出口了幾乎所有的石油，以促進快速發展的汽車工業和其他開發項目，這些石油國家的國王和酋長就變得非常富裕，使他們能夠鞏固權力，使他們樂於維護當地的西方霸權。

西方對中東石油的依賴以及英國影響力的衰退提升了美國對當地的興趣。原先石油生產和提取是被西方石油公司所壟斷，但是石油資產和共享權的本土國有化運動以及石油输出国组织的出現確保了權力平衡倒向阿拉伯石油國家。石油財富也窒息了在土耳其凱末爾改革的影響下在阿拉伯世界可能出現的任何經濟，政治或社會改革。

### 第一次世界大戰
1914年，奥斯曼帝国恩维尔·帕夏与德国和奥匈帝国结盟，卷入第一次世界大战。英国看到奥斯曼帝国的薄弱环节，并试图使之退出战争。当在1915年加里波利的直接攻击失败之后，英国将目光转向利用民族觉醒的阿拉伯、亚美尼亚和叙利亚人，来对抗奥斯曼帝国統治。
英國找到哈希姆家族的幫助，漢志王國國王侯赛因·本·阿里發動了阿拉伯大起义，以脫離奥斯曼帝國獨立。
由英國領導的盟軍贏得了戰爭並奪取了大部分奧斯曼帝國的領土；只有土耳其能苟存。戰爭改變了英國和法國在中東地區的參與；由土耳其和沙特阿拉伯構成的中東國家體系形成；明顯更多的民族主義政治出現，例如在土耳其和埃及；以及中東石油工業的迅速增長。

### 奥斯曼帝國的戰敗和瓜分（1918年至1922年）
1918年，当奥斯曼帝国被阿拉伯起义和1918年在西奈及巴勒斯坦戰役被英軍击溃之后，阿拉伯人却未能得償所願。英国和法國背叛了阿拉伯人。英国和法国秘密签订了赛克斯-皮科协定，把中东地区瓜分成各自的勢力範圍。英國於1917年宣布“贝尔福宣言”，承諾支持國際猶太復國主義運動在歷史悠久的猶太人家園巴勒斯坦重建國家。
當奧斯曼帝國被逐時，阿拉伯人在大馬士革宣布建立一個獨立的國家，但在軍事和經濟上太過弱小，無法抵抗歐洲列強得太久，英國和法國很快就建立起控制權並重劃中東以得自己所需。
敘利亞成為法國保護國，作為國際聯盟託管地。基督教的沿海地區則劃分成為另一個法國保護國黎巴嫩。伊拉克和巴勒斯坦成為英國的託管地。伊拉克成為“伊拉克王國”，侯赛因·本·阿里的兒子費薩爾獲任命為伊拉克國王。伊拉克包含了大量庫爾德人、亞述人和土庫曼人，其中許多民族曾獲許有自己的獨立國家。
巴勒斯坦成為“巴勒斯坦託管地”，並被分成兩半。巴勒斯坦東半部成為“外約旦酋長國”，為侯賽因另一個兒子阿卜杜拉提供王位。巴勒斯坦的西半部被置於英國直接管理之下。1918年，巴勒斯坦的猶太人口數量不到8％，他們可以自由移民，從缺席的地主那裡購買土地，在等待復國期間建立一個影子政府，並在英國軍隊的保護下建立一個國家的核心，英軍他們鎮壓了1936年巴勒斯坦起義。阿拉伯半島的大部分則落入了另一個英國盟國，伊本·沙特在1932年建立的沙特阿拉伯王國手上。

### 1920年–1945年
從20世紀20年代到40年代，敘利亞和埃及逐步走向獨立。1919年，埃及的萨德·扎格卢勒在埃及發動了大型示威活動，是為「第一次革命」。當扎格卢勒後來成為埃及首相時，英國鎮壓反殖民騷亂導致大約800人死亡。1920年，敘利亞軍隊在Maysalun戰役中被法國人擊敗，伊拉克軍隊起義時都被英國人擊敗。1922年，（名義上）獨立的埃及王國在英國政府發布“單方面埃及獨立宣言”之後創立。
雖然埃及於第二次世界大戰時技術上是「中立國」，但很快首都開羅就成為了主要的英軍基地，全國亦被英軍佔領。英國表明1936年的條約容許英國在埃及駐軍以保護蘇伊士運河。1941年，伊拉克的拉希德·阿里·盖拉尼政變迫使英國入侵，英國伊拉克戰爭爆發。接著又爆發盟軍入侵敘利亞-黎巴嫩和英苏入侵伊朗。
在巴勒斯坦，阿拉伯民族主義和猶太復國主義的衝突造成了英國既無法解決也無法擺脫困境的局面。德國獨裁者阿道夫·希特拉的崛起為猶太復國主義尋求移民巴勒斯坦和建立猶太國家創造了新的緊迫性。巴勒斯坦國也是阿拉伯和波斯領導人具吸引力的替代品，而不是事實上的英國、法國和猶太殖民主義或帝國主義，在“敵人的敵人是我的朋友”的邏輯下。

### 二戰之後的新國家
在第二次世界大戰期間和之後，英國、法國和蘇聯離開了中東的許多地方。伊朗、土耳其、沙特阿拉伯和阿拉伯半島的國家一般都保留了自己的邊界。戰爭結束後，七個中東國家獲得（或重新獲得）獨立：
- 1943年11月22日 - 黎巴嫩
- 1944年1月1日 - 敘利亞
- 1946年5月22日 - 約旦（英國託管結束）
- 1947年 - 伊拉克（英國撤軍）
- 1947年 - 埃及（英國撤軍到蘇伊士運河區）
- 1948年 - 以色列（英國撤軍）
- 1960年8月16日 - 塞浦路斯

阿拉伯人和巴勒斯坦猶太人之間的鬥爭最終導致1947年聯合國分割巴勒斯坦的計劃。該計劃旨在在約旦河和地中海之間狹窄的空間中建立一個阿拉伯國家和一個分離的猶太國家。猶太領導人接受了它，但阿拉伯領導人拒絕了這一計劃。
1948年5月14日，英國託管期結束，猶太人宣布以色列國成立。這引發了第一次中東戰爭，埃及、敘利亞、外約旦、黎巴嫩、伊拉克和沙特阿拉伯的軍隊入侵以色列並被擊敗。大約80萬巴勒斯坦人逃離以色列吞併的地區，成為鄰國的難民，從而造成了“巴勒斯坦問題”，並在此後一直困擾著當地。在1948年以後被驅逐或逃離阿拉伯土地的758000至866000猶太人中約有三分之二被以色列國接收和歸化。
1960年8月16日，塞浦路斯從英國獨立。具有超凡魅力的宗教和政治領袖马卡里奥斯三世大主教當選為獨立後第一位總統，並於1961年使塞浦路斯成為聯合國第99個成員。

### 現代國家
現代中東由三件事塑造出來：歐洲列強的離開，以色列的建立，以及石油工業日益增加的重要性。這些影響引致美國更多地介入中東事務。美國是當地穩定的終極擔保者，也是20世紀50年代以後石油工業的主導力量。當革命使激進的反西方政權在埃及（1954年）、敘利亞（1963年）、伊拉克（1968年）和利比亞（1969年）掌權時，尋求開闢冷戰新戰場的蘇聯與埃及的贾迈勒·阿卜杜-纳赛尔和伊拉克的萨达姆·侯赛因等阿拉伯社會主義統治者結盟。
這些政權藉由承諾摧毀以色列，擊敗美國和其他“西方帝國主義者”，和為廣大阿拉伯群眾帶來繁榮，來得到了民眾的支持。當1967年與以色列的六日戰爭以穆斯林方面的決定性戰敗告終時，許多人認為戰敗代表了阿拉伯社會主義的失敗。這轉捩點使到「伊斯蘭原教旨主義者和恐怖主義者開始填補留下的政治真空」。
於是，美國覺得有責任去保護它剩餘的盟友，沙特阿拉伯、約旦、伊朗和波斯灣酋長國的保守君主制政權，它們的統治方式在西方眼中幾乎與反西方政權一樣沒有吸引力。伊朗成為當時最關鍵的美國盟友，直到1979年由什葉派神職人員領導的革命推翻了君主制，並建立了一個比伊拉克或敘利亞的世俗政權更加反西方的政教合一政權。這迫使美國轉為以沙特阿拉伯為親密盟友。阿以戰爭的名單包括許多重大戰爭，如1948年阿以戰爭，1956年蘇伊士戰爭，1967年六日戰爭，1970年消耗戰爭，1973年贖罪日戰爭，1982年黎巴嫩戰爭，以及一眾小型衝突。
在1955年至1974年的塞浦路斯，希臘裔賽普勒斯人和土耳其裔塞浦路斯人之間發生的衝突導致了民族之間的暴力和土耳其入侵塞浦路斯。塞浦路斯問題仍未得到解決。
在20世紀60年代中後期，由米歇尔·阿弗拉克和萨拉丁·比塔尔領導的阿拉伯復興社會黨在伊拉克和敘利亞掌權。伊拉克首先由艾哈邁德·哈桑·貝克爾統治，但在1979年由薩達姆·侯賽因繼承，敘利亞首先由薩拉赫·賈迪德領導的軍事委員會和後來的哈菲茲·阿薩德統治，直到2000年他的兒子巴沙爾·阿薩德繼承。
1979年，埃及在納賽爾的繼任者安瓦爾·薩達特與以色列締結了一項和平條約，結束了阿拉伯聯合軍事陣線的希望。從20世紀70年代開始，由亞西爾·阿拉法特領導的巴勒斯坦解放組織帶領著巴勒斯坦人對以色列以及美國、猶太人和西方目標人物進行了長期的暴力運動，以求削弱以色列決心和破壞西方對以色列的支持。敘利亞，利比亞，伊朗和伊拉克政權在不同程度上支持巴解組織。運動的最高潮，是在1975年聯合國大會第3379號決議譴責猶太復國主義是種族主義的一種形式，也是聯合國大會對阿拉法特的接受。1991年聯合國大會第4686號決議撤銷了第3379號決議。
由於20世紀70年代後期在中東的許多瘋狂事件，它最終導致相鄰的伊朗和伊拉克之間的兩伊戰爭。戰爭由伊拉克挑起，它在1980年入侵伊朗胡齊斯坦，因1979年的伊朗伊斯蘭革命使到國家混亂，最終戰爭導致雙方數十萬人死亡並陷入膠著。
20世紀90年代初蘇聯的垮台和共產主義的崩潰對中東產生了一些影響。它允許大量蘇聯猶太人從俄羅斯和烏克蘭移民到以色列，進一步加強了猶太國家。它切斷了反西方阿拉伯政權最簡單的信貸來源、軍備和外交支持，削弱了它們的地位。它開闢了俄羅斯廉價石油的前景，壓低了石油價格，並減少了西方對阿拉伯國家石油的依賴。它顯示了通過專制的國家社會主義為發展模式的敗壞，自20世紀60年代以來埃及（在納賽爾之下），阿爾及利亞，敘利亞和伊拉克都遵循這種模式，使這些政權在政治上和經濟上陷入困境。像伊拉克薩達姆·侯賽因這樣的統治者日益依賴阿拉伯民族主義作為社會主義的替代品。
薩達姆·侯賽因率領伊拉克從1980年到1988年與伊朗進行了長期而代價高昂的戰爭，然後又在1990年對科威特大規模入侵。科威特在1918年以前一直是奧斯曼帝國巴士拉省的一部分，因此在某種程度上是伊拉克的一部分，儘管伊拉克在1961年已經承認其獨立。於是，美國與沙特阿拉伯、埃及和敘利亞結盟，在獲得了聯合國的批准後，在波斯灣戰爭中以武力驅逐伊拉克。但是美國總統老布殊並未有打算推翻侯賽因政權，使美國之後要付出代價。波斯灣戰爭使美國在波斯灣有了永久的軍事存在，尤其是在沙特阿拉伯，並引起了穆斯林的不滿，成為了奥萨马·本·拉登發動九一一襲擊事件經常引用的理由。

### 1990年代 - 現代
在蘇聯解體後，東歐，拉丁美洲，東亞和非洲部分地區的全球性政權變化並未在中東發生。 在整個地區，只有以色列、土耳其，以及某種程度上的黎巴嫩和巴勒斯坦被視為民主國家。一些國家有立法機構，但這些機構的權力據說很小。在波斯灣國家，大多數人是不能投票的，因為他們是外國努工而不是公民。
在大多數中東國家，市場經濟的發展受到了一系列限制，包括政治限制、腐敗和用人唯親、武器和聲望項目超支以及過度依賴石油收入。那些成功的經濟體都是那些擁有石油財富和低人口的國家，例如卡塔爾、阿聯酋、科威特和巴林。這些國家的執政者允許一些政治上和社會上的自由化，但並不放棄任何自己的權力。經過多年內戰，黎巴嫩經濟亦得到了可觀的恢復。
在21世紀初，所有這些因素加劇了中東的衝突，更影響了全世界。美國總統比爾·克林頓未能在2000年戴維營首腦會談上促成以色列和巴勒斯坦之間達成和平協議，這直接導致阿里埃勒·沙龍當選為以色列總理和第二次巴勒斯坦大起義，後者對以色列平民進行了自殺式炸彈襲擊。這是自1993年奧斯陸協議以來首次爆發的重大暴力事件。
與此同時，大多數阿拉伯政府的失敗和世俗阿拉伯激進主義的破產導致一部分受過教育的阿拉伯人（和其他穆斯林）開始支持伊斯蘭主義，一個由伊朗的什葉派神職人員和沙特阿拉伯強大的瓦哈比派推動的意識形態。很多伊斯蘭主義武裝組織在蘇聯－阿富汗戰爭期間獲得了軍事訓練，當中的聖戰者經旋風行動獲得了美國資助，旋風行動是中情局迄今為止進行的最長，也是最昂貴的隱蔽行動之一。
其中一名阿拉伯武裝分子是富有的沙特阿拉伯人，名叫奧薩馬·本·拉登。在20世紀80年代與阿富汗的蘇聯人作戰後，他組建了蓋達組織，負責了1998年美國大使館爆炸案，美國科爾號轟炸和2001年9月11日在美國的襲擊。九一一襲擊導致喬治·布殊政府於2001年入侵阿富汗，推翻了一直庇護本拉登和蓋達組織的塔利班政權。美國及其盟國將此行動描述為全球“反恐戰爭”的一部分。
2002年，美國國防部長唐納德·拉姆斯菲爾德製定了入侵伊拉克的計劃，計劃要推翻薩達姆政權，並將伊拉克變成一個既民主又擁有自由市場經濟的國家，他們希望這將成為中東其他地區的典範。美國及其主要盟國 - 英國、意大利、西班牙和澳大利亞 - 無法獲得聯合國批准執行聯合國眾多決議，因此他們獨自於2003年4月發動入侵並毫不困難地推翻了薩達姆。
西方國家在中東的新一輪軍事佔領再次把當地帶入歷史的拐點。縱然2005年1月舉行的選舉很成功（雖然受到伊拉克遜尼派的杯葛），當地的秩序已經土崩瓦解，因為美軍無法平息戰後叛亂演變成的民族衝突。伊拉克的許多知識分子和商業精英逃離該國，許多伊拉克難民亦因為內亂而離開，進一步破壞了當地的穩定。美國快速的增兵在控制叛亂和穩定國家方面取得了很大成效。美軍於2011年12月撤出了伊拉克。
到2005年，喬治·布殊總統介入之下的以巴和平進程已經停滯不前，儘管情況早在亞西爾·阿拉法特於2004年去世後開始發生變化。因此，以色列採取了單邊解決方案，推出了以色列西岸隔離牆以保護以色列免受巴勒斯坦自殺式炸彈襲擊者攻擊，並單方面撤出了加沙。如果完成隔離牆將構成以色列事實上吞併西岸地區。2006年，以色列與黎巴嫩南部的真主黨什葉派民兵之間爆發了新的衝突，進一步挫敗了任何“和平前景”。
在2010年初，一個稱為「阿拉伯之春」的革命浪潮為幾個中東國家帶來了大型抗議、起義和革命，隨後出現了敘利亞、伊拉克、也門和利比亞漫長的內戰。2014年，一個名為「伊斯蘭國」的恐怖組織自封為哈里發國，在伊拉克西部和敘利亞東部迅速擴張領土，迫使世界各國進行軍事干預。在最高峰時，該組織控制了一個估計有280萬至800萬人口的區域，其中98％在2017年12月之前已丟失。